# Czarnkowo (powiat białogardzki)
Czarnkowo (niem. Zarnekow) – wieś sołecka w Polsce położona w województwie zachodniopomorskim, w powiecie białogardzkim, w gminie Tychowo. W latach 1975–1998 wieś należała do woj. koszalińskiego. Według danych UM na dzień 31 grudnia 2014 roku wieś miała 80 stałych mieszkańców.

## Położenie
Wieś leży ok. 5 km na południowy wschód od Tychowa, między Drzonowem Białogardzkim a miejscowością Kowalki.

## Historia
Dawny majątek lenny rodu von Kleist (Kleszczy), w posiadaniu rodziny do 1832 r. W 1851 r. właścicielem posiadłości był Karol Fryderyk Ferdynand Koch, który w 1862 r. sprzedał majątek kupcowi z Bobolic Karolowi Keske. Dnia 28 marca 2007 roku Czarnkowo uzyskało status administracyjny sołectwa.

## Zabudowa wsi

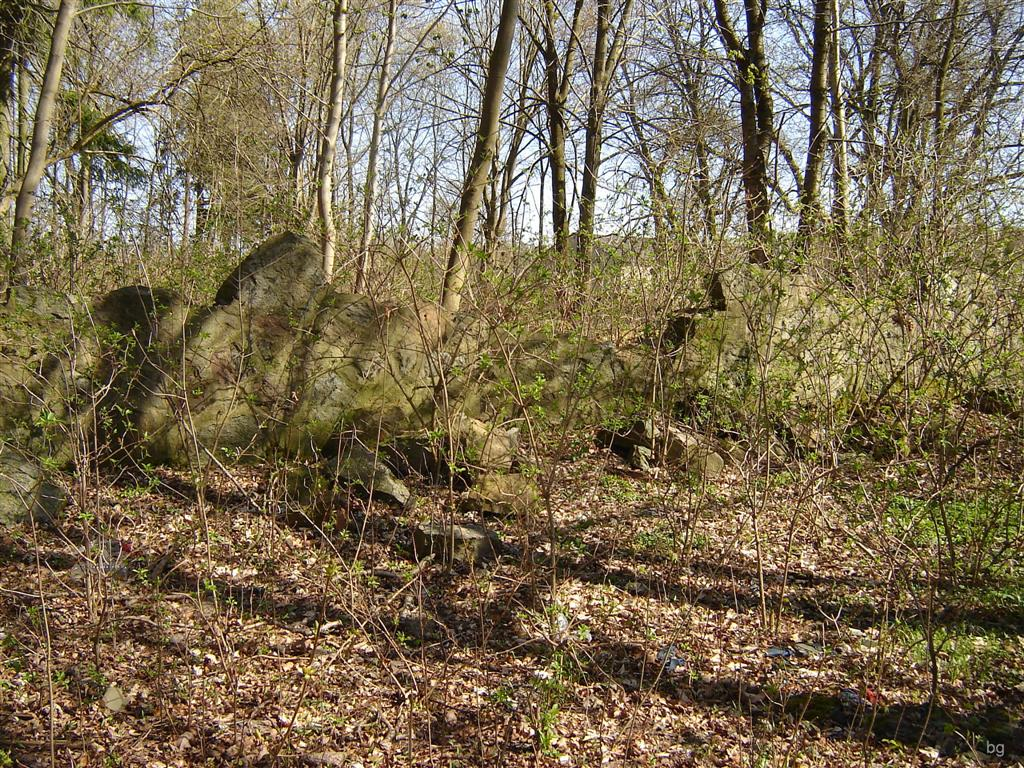
Resztki pałacu

Zespół parkowo-pałacowy. Dwór nie istnieje od lat 60. XX wieku (pozostały jedynie fundamenty). Zachowały się XIX-wieczne budynki gospodarcze, ceglano-kamienna obora oraz dwie stodoły o konstrukcji ryglowej i budynek owczarni. Drzewostan bardziej okazały to aleja kasztanowców.
W Czarnkowie znajduje się leśniczówka.

## Przyroda
W parku wiejskim pomnik przyrody tulipanowiec amerykański o obw. 282 cm, sprowadzony z Ameryki Północnej w XIX wieku. 
Ok. 2 km na północ od wsi znajduje się rezerwat przyrody "Cisy Tychowskie".

## Komunikacja
W miejscowości nie ma przystanku komunikacji autobusowej.